# Coulanges-sur-Yonne
Coulanges-sur-Yonne [kulɑ̃ʒ syʁ jɔn] ist eine französische Gemeinde mit 506 Einwohnern (Stand: 1. Januar 2022) im Département Yonne in der Region Bourgogne-Franche-Comté. Sie gehört zum Kanton Joux-la-Ville im Arrondissement Auxerre.

## Geographie
Coulanges-sur-Yonne liegt etwa 24 Kilometer südlich von Auxerre am linken Ufer des Flusses Yonne und dem Canal du Nivernais. Umgeben wird Coulanges-sur-Yonne von den Nachbargemeinden sind Courson-les-Carrières im Norden und Nordwesten, Festigny im Nordosten, Crain im Osten, Lucy-sur-Yonne im Südosten, Pousseaux im Süden sowie Surgy im Westen und Südwesten.

## Bevölkerungsentwicklung

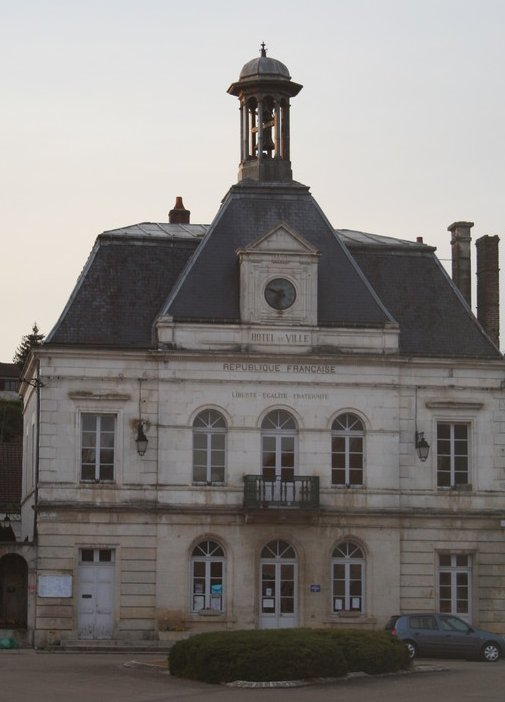
Mairie (Rathaus)

| Jahr                       | 1962 | 1968 | 1975 | 1982 | 1990 | 1999 | 2006 | 2018 |
| Einwohner                  | 671  | 639  | 609  | 597  | 580  | 565  | 536  | 532  |
| Quellen: Cassini und INSEE |      |      |      |      |      |      |      |      |

## Verkehr
Coulanges-sur-Yonne hat eine Bahnstation an der Bahnstrecke Laroche-Migennes–Cosne, die in diesem Bereich am 4. Juli 1870 durch die Compagnie des chemins de fer de Paris à Lyon et à la Méditerranée (PLM) eröffnet wurde. Aktuell wird sie von Regionalzügen des TER Bourgogne-Franche-Comté bedient.

## Sehenswürdigkeiten
- Kirche Notre-Dame, Monument historique
- Mittelalterliche Brücke